# Phrudocentra vitiosaria
Phrudocentra vitiosaria là một loài bướm đêm trong họ Geometridae.